# Ficus lowii
Ficus lowii är en mullbärsväxtart som beskrevs av George King. Ficus lowii ingår i släktet fikonsläktet, och familjen mullbärsväxter. Inga underarter finns listade i Catalogue of Life.